# Dilip Shanghvi
Dilip Shanghvi, né le 1er octobre 1955, est un homme d'affaires milliardaire indien. En tant que fondateur de Sun Pharmaceuticals, il est l'une des personnes les plus riches du pays,. Le gouvernement indien lui décerne la distinction civile du Padma Shri en 2016. Le magazine India Today le classe 8e dans la liste des personnes les plus puissantes de l'Inde en 2017.
Selon Forbes, en mars 2024, Shanghvi est la 6e personne la plus riche d'Inde avec une valeur nette estimée à 25,7 milliards de dollars américains,.

## Jeunesse
Dilip Shanghvi, souvent confondu avec un jaïn, appartient à l'origine à une famille gujarati hindoue vaishnav Kapol Vania installée à Calcutta. Il est né dans la petite ville d'Amreli dans l'État indien du Gujarat, fils de Shantilal Shanghvi et de son épouse Kumud Shanghvi,. Il obtient un baccalauréat en commerce de l'Université de Calcutta. Il passe son enfance et sa vie universitaire avec ses parents dans le quartier de Burrabazar à Calcutta. Il est un ancien élève du lycée JJ Ajmera et du Bhawanipur Education Society College, où il a fait ses études et obtenu son diplôme,,.

## Carrière
Shanghvi commence par aider son père dans son entreprise, qui est un grossiste de médicaments, principalement des médicaments génériques, à Calcutta. C'est au cours de ce travail qu'il pense à fabriquer ses propres médicaments au lieu de vendre des produits fabriqués par d'autres.
En 1982, Dilip Shanghvi, âgé de 27 ans, ouvre finalement sa première unité de fabrication avec un capital de 10 000 INR (environ 112 euros). Il nomme son entreprise Sun Pharmaceutical Industries. L'usine, située à Vapi dans son État natal du Gujarat, à quelques minutes en voiture de Mumbai, produit un seul médicament psychiatrique. Cependant, l'activité reprend rapidement grâce à la perspicacité et à l'énergie de Shanghvi, et en 1997, Sun Pharmaceutical a même pu acquérir Caraco Pharma, une société américaine. Sun Pharmaceutical acquiert également la société israélienne Taro Pharma en 2007. Shanghvi démissionne de son poste de président-directeur général en 2012 et choisis Israel Makov, ancien PDG de Teva Pharmaceuticals, comme successeur. Shanghvi est devenu directeur général. En avril 2014, Sun Pharmaceutical, Ranbaxy et Daiichi Sankyo (l'actionnaire majoritaire de Ranbaxy) sont convenus que Sun Pharmaceutical acquerrait toutes les actions en circulation de Ranbaxy pour 3,2 milliards de dollars en actions de l'entreprise et qu'elle assumerait 800 millions de dollars de dette de Ranbaxy ; l'accord est conclu en mars 2015 et a fait de Sun Pharmaceutical la plus grande société pharmaceutique en Inde et la cinquième plus grande au monde, et a fait de Daiichi Sankyo le deuxième actionnaire de Sun. En mai 2021, il démissionne du poste de directeur général de SPARC et continuera d'exercer ses fonctions de directeur non exécutif et de président.

## Communauté
En janvier 2018, le gouvernement indien nomme Shanghvi au comité central de 21 membres de la Reserve Bank of India. Il est président du conseil d'administration de l'IIT Bombay. Il est nommé administrateur du programme de bourses Rhodes de l'Université d'Oxford en 2017.

## Vie privée
Il est marié à Vibha Shanghvi,. Ils ont un fils, Aalok et une fille, Vidhi, qui travaillent tous deux pour Sun Pharmaceuticals.
Shanghvi est un dévot de Shrinathji et fait régulièrement des pèlerinages avec sa famille à la demeure de la divinité dans la ville de Nathdwara au Rajasthan. Des photos et des idoles de la divinité adorent l'usine et les bureaux de Sun Pharmaceutical,.

## Livre
En 2019, le journaliste Soma Das écrit The Reluctant Billionaire, la première et unique biographie de Dilip Shanghvi. Publié par Penguin Random House, le livre est nommé pour le Tata Literature Award dans la catégorie Meilleur livre d'affaires en novembre 2019,.